# Swan's Island
Swan's Island és una població dels Estats Units a l'estat de Maine (EUA). Segons el cens del 2000 tenia 327 habitants.

## Demografia
Segons el cens del 2000, Swan's Island tenia 327 habitants, 142 habitatges, i 90 famílies. La densitat de població era de 9,1 habitants/km².
Dels 142 habitatges en un 26,8% hi vivien nens de menys de 18 anys, en un 59,2% hi vivien parelles casades, en un 2,1% dones solteres, i en un 36,6% no eren unitats familiars. En el 30,3% dels habitatges hi vivien persones soles el 13,4% de les quals corresponia a persones de 65 anys o més que vivien soles. El nombre mitjà de persones vivint en cada habitatge era de 2,3 i el nombre mitjà de persones que vivien en cada família era de 2,87.
Per edats la població es repartia de la següent manera: un 23,9% tenia menys de 18 anys, un 8,3% entre 18 i 24, un 24,5% entre 25 i 44, un 24,8% de 45 a 60 i un 18,7% 65 anys o més.
L'edat mediana era de 41 anys. Per cada 100 dones de 18 o més anys hi havia 112,8 homes.
La renda mediana per habitatge era de 28.438 $ i la renda mediana per família de 32.083 $. Els homes tenien una renda mediana de 29.028 $ mentre que les dones 18.750 $. La renda per capita de la població era de 14.515 $. Entorn de l'11,3% de les famílies i el 16% de la població estaven per davall del llindar de pobresa.